# Ruschia patulifolia
Ruschia patulifolia är en isörtsväxtart som beskrevs av L. Bol. Ruschia patulifolia ingår i släktet Ruschia och familjen isörtsväxter. Inga underarter finns listade i Catalogue of Life.